# John Kufuor
John Kofi Agyekum Kufuor (Kumasi, 8 de desembre de 1938) fou President de Ghana de 2001 a 2009, i president de la Unió Africana de 2007 a 2008. La seva victòria electoral sobre John Atta-Mills, després del final del segon mandat del president Jerry Rawlings, fou el primer traspàs de poder democràtic i pacífic de la història de Ghana des de la seva independència el 1957.
Kufuor és d'ideologia liberal. Fou ministre del govern de Kofi Abrefa Busia, amb el Partit Progressista (1972–1979), i va estar a l'oposició amb el Partit del Front Popular (1979-1992). Ja amb el Nou Partit Patriòtic, fou derrotat a les eleccions presidencials del 1996, però guanyà les del 2000 i les del 2004. Havent estat a la presidència durant dos mandants, ja no podia ser reelegit un altre cop i es va retirar.